# Oliver Bjerrehuus
Oliver Bjerrehuus (født 6. oktober 1975) er en dansk tidligere model.
I 1997 flyttede han til New York, hvor hans modelkarriere tog fart med jobs for bl.a. Calvin Klein, Nautica og Giorgio Armani. Han flyttede tilbage til Danmark i 2003.
I 2007 debuterede han som vært for Pixel.tv, en dansk internetkanal med anmeldelser af computerspil.
I 2008 var han med i det danske danseprogram Vild med dans, men røg dog ud som den første. Året efter deltog han i Zulu Djævleræs på TV2 Zulu.
Han medvirkede i 4-stjerners Middag i 2010 og det lignende program Til middag hos... i 2011, samt 2016.
I 2011 var han deltager i programmet Vild med Comedy, sammen med blandt andre Rasmus Nøhr og Thomas Evers Poulsen.
I 2014 var han vært på Big Brother.
Han har medvirket i programmet Linse på Tur, der kan ses på Viaplay.

## Privatliv
Han er søn af Suzanne Bjerrehuus og Ole Brøndum-Nielsen. Sammen med sin tidligere kone, Anna von Lindholm, har han sønnen Oscar (født 12. januar 2001), som er model og DJ.
I 2003 gik Bjerrehuus og von Lindholm fra hinanden, og senere blev Oliver Bjerrehuus kæreste med Gunnvør Dalsgaard, som han fik tre børn med: Sigga (født 7. april 2010), Hanna (født 12. juli 2013) og Hugo (født 29. maj 2017).
En overgang har han dannet par med Jackie Navarro.
I 2020 blev Oliver Bjerrehuus kærester med den 25 år yngre Sofie Amalie Elkjær, men dette blev først offentligt i 2021.